# Grande-Rue (Villemomble)
La Grande-Rue est un des axes du centre historique de Villemomble.

## Situation et accès

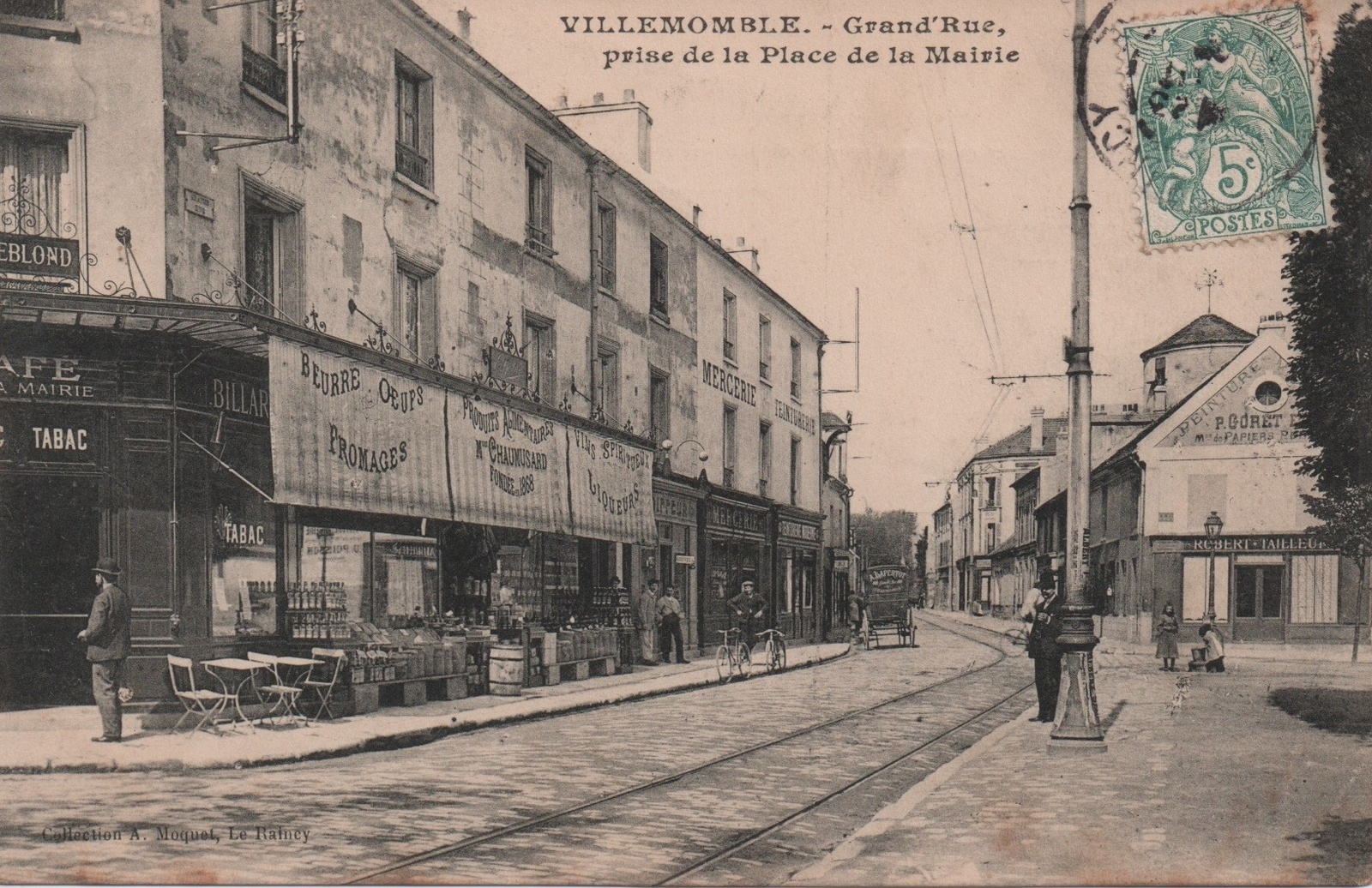
Grande-Rue et place de la Mairie.

Ancienne route romaine, cette voie de communication suit le tracé de la route nationale 302.
Elle commence à l'ouest à l'intersection de l'avenue de Rosny et de l'avenue  du Raincy, elle passe devant le château seigneurial de Villemomble. Elle rencontre ensuite la rue de Neuilly, longe le Conservatoire de musique et la Médiathèque qui cache le parc Jean-Mermoz, puis forme le point de départ de la rue de la Montagne-Savart.
À un rond-point, elle croise ensuite l'avenue de Frédy et le boulevard André.
Laissant l'avenue de la Bourdonnais, elle passe le croisement de l'avenue Lagache et de la rue du Parc. Arrivant à la limite de Gagny, elle s'y termine dans l'axe de la rue du Château.

## Origine du nom

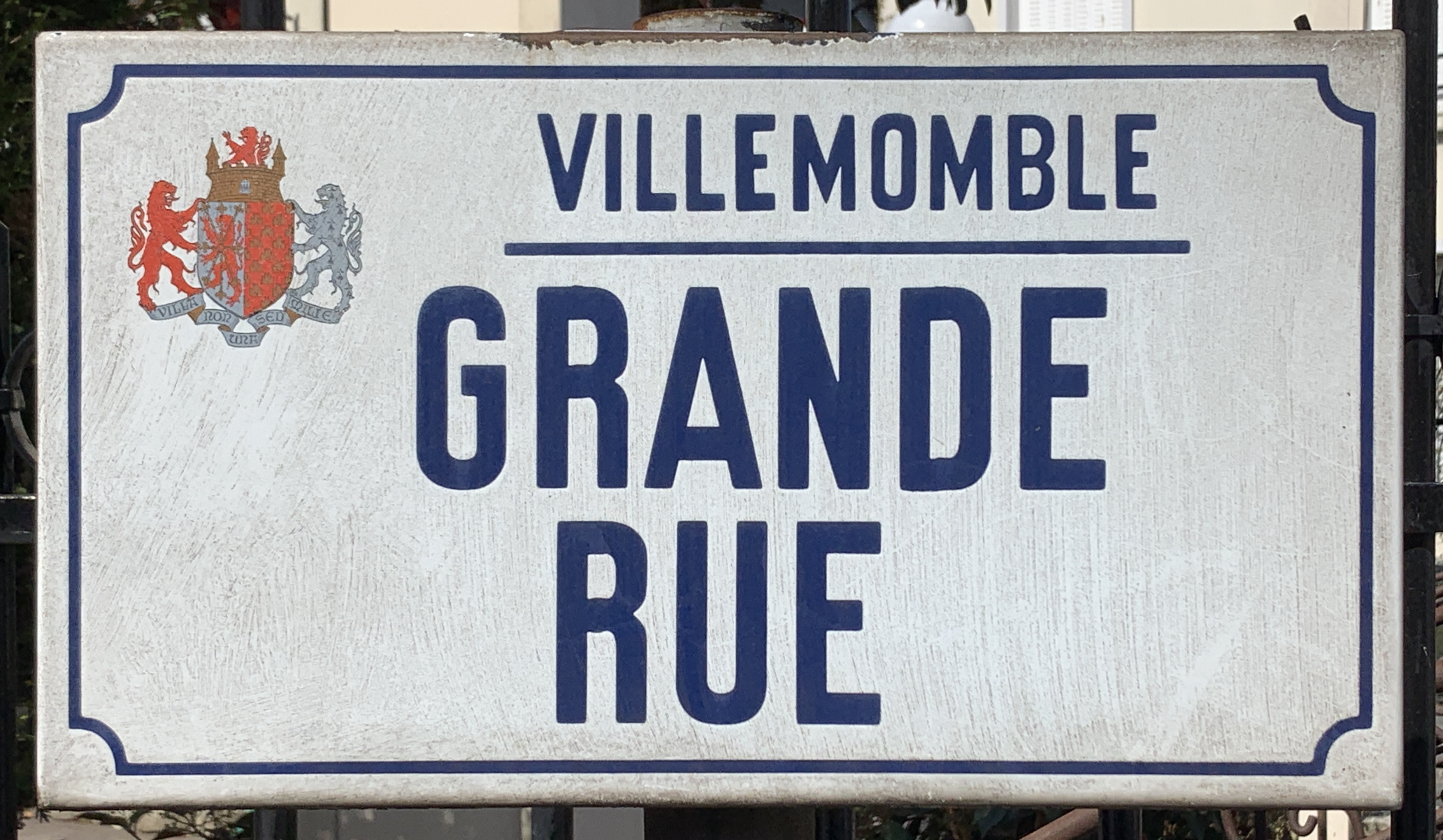
Plaque de la rue.

Cette voie était l'axe principal de l'ancien village de Villemomble depuis la période mérovingienne..

## Bâtiments remarquables et lieux de mémoire
- Parc Jean-Mermoz.
- Ancienne église Saint-Genès[2],[3].
- Château Seigneurial de Villemomble sur la place Émile-Ducatte

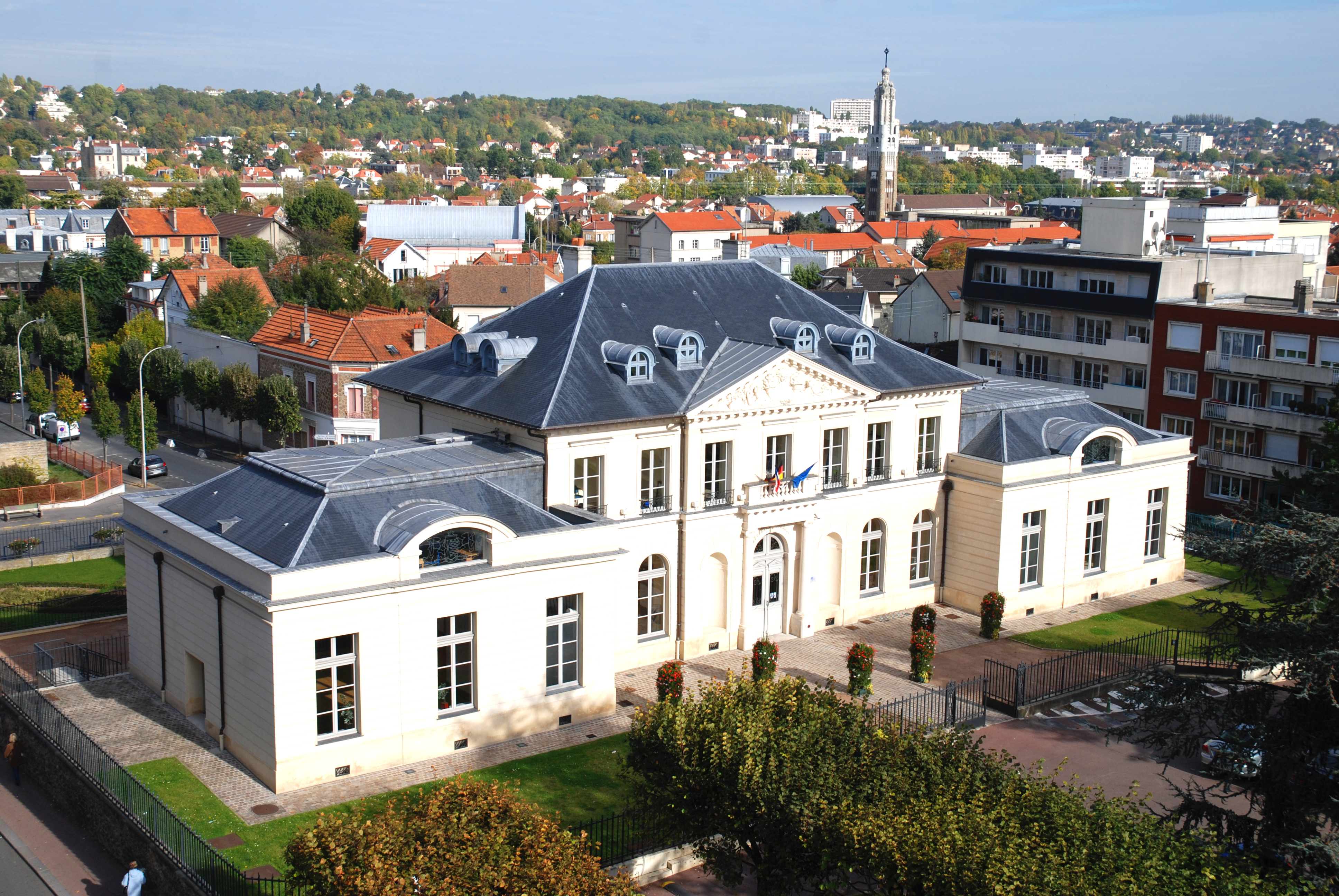
Vue aérienne du château
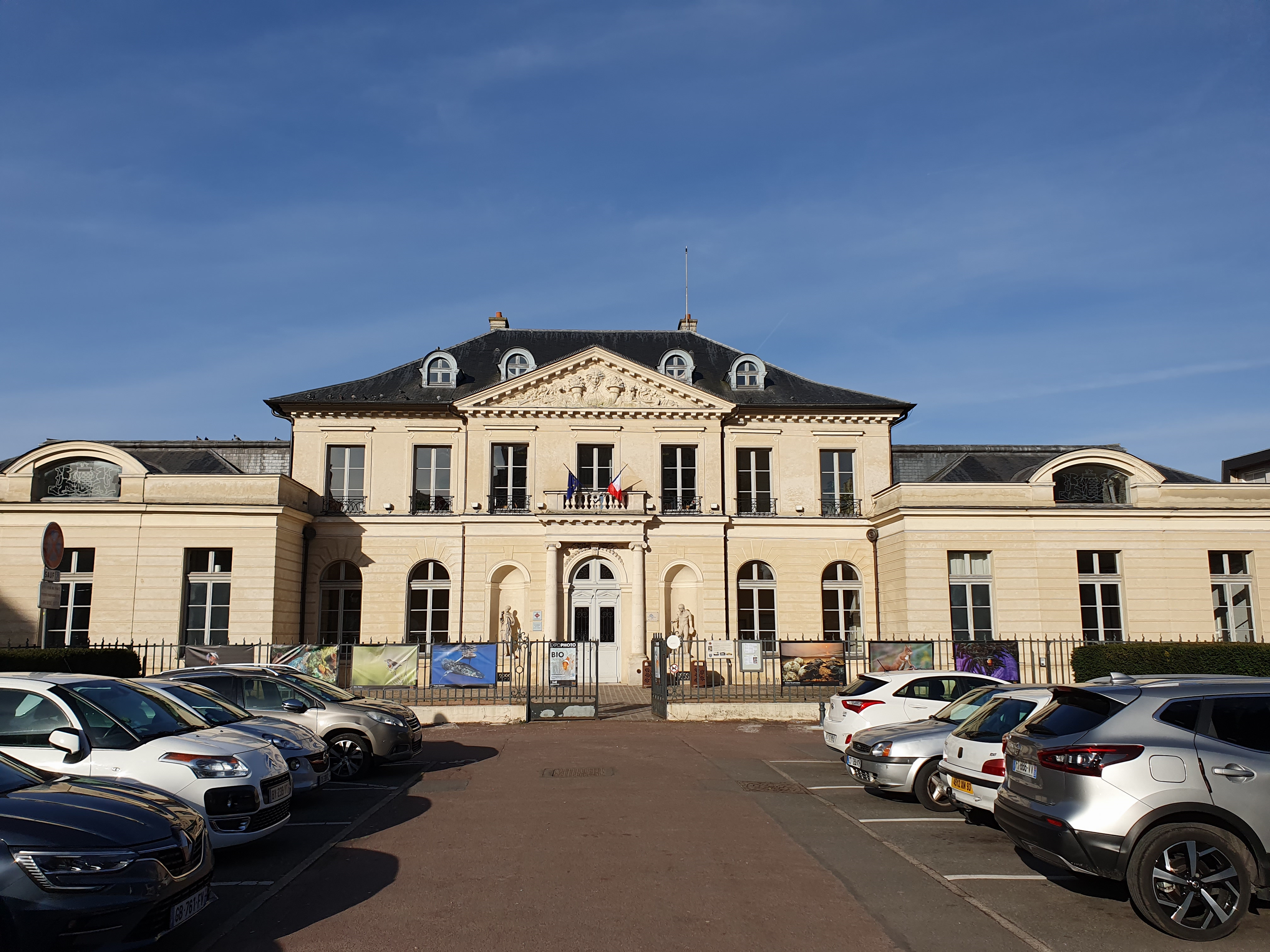
Château de Villemomble - Façade sud
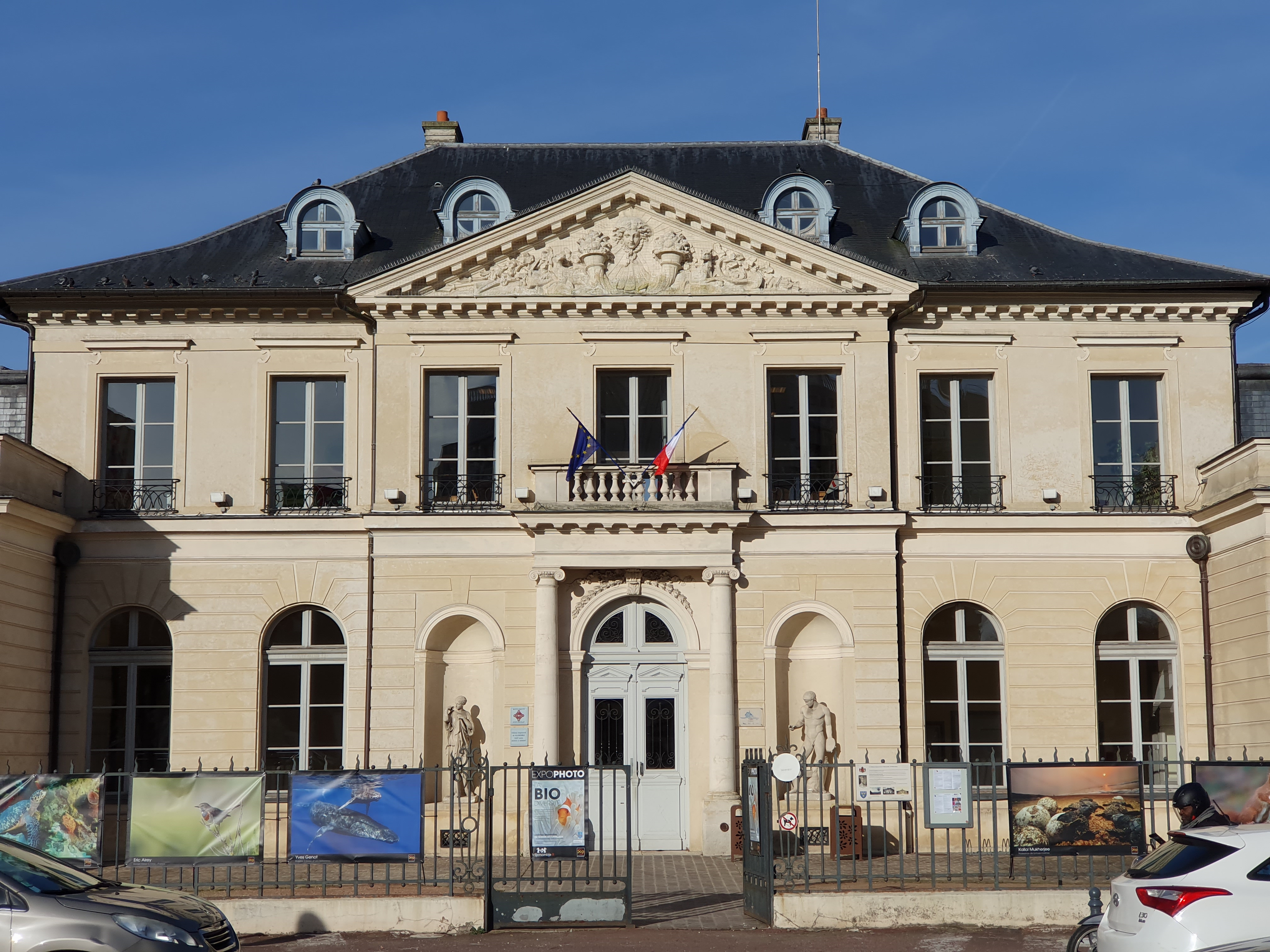
Château de Villemomble - Façade sud
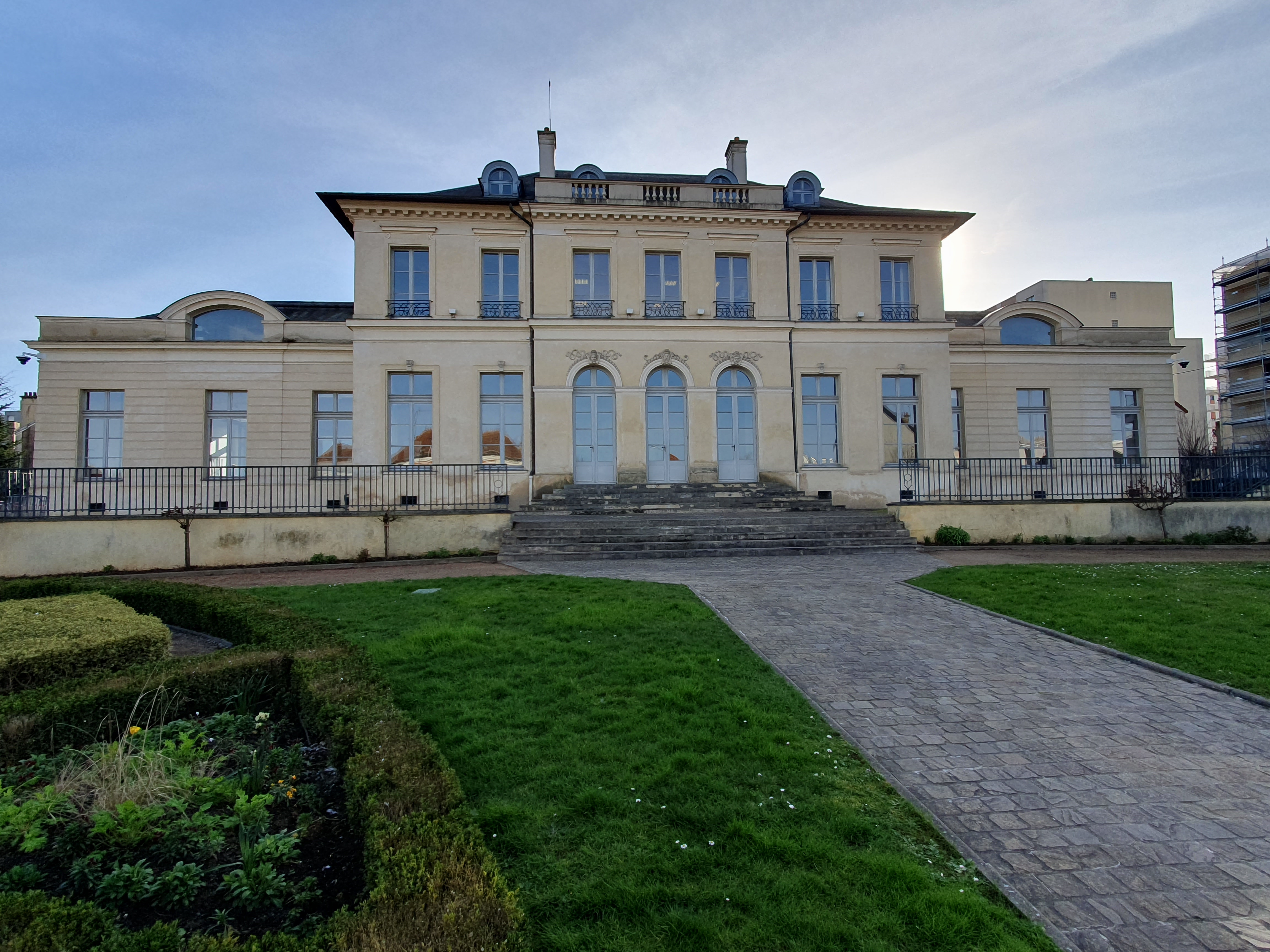
Château de Villemomble - Façade nord

- Le platane, 47 Grande Rue (48° 52′ 59″ N, 2° 30′ 46″ E), classé Arbre Remarquable par le Comité de l'arbre remarquable d'Ile de France avec l'Association A.R.B.R.E.S. le 25/11/2019[4].

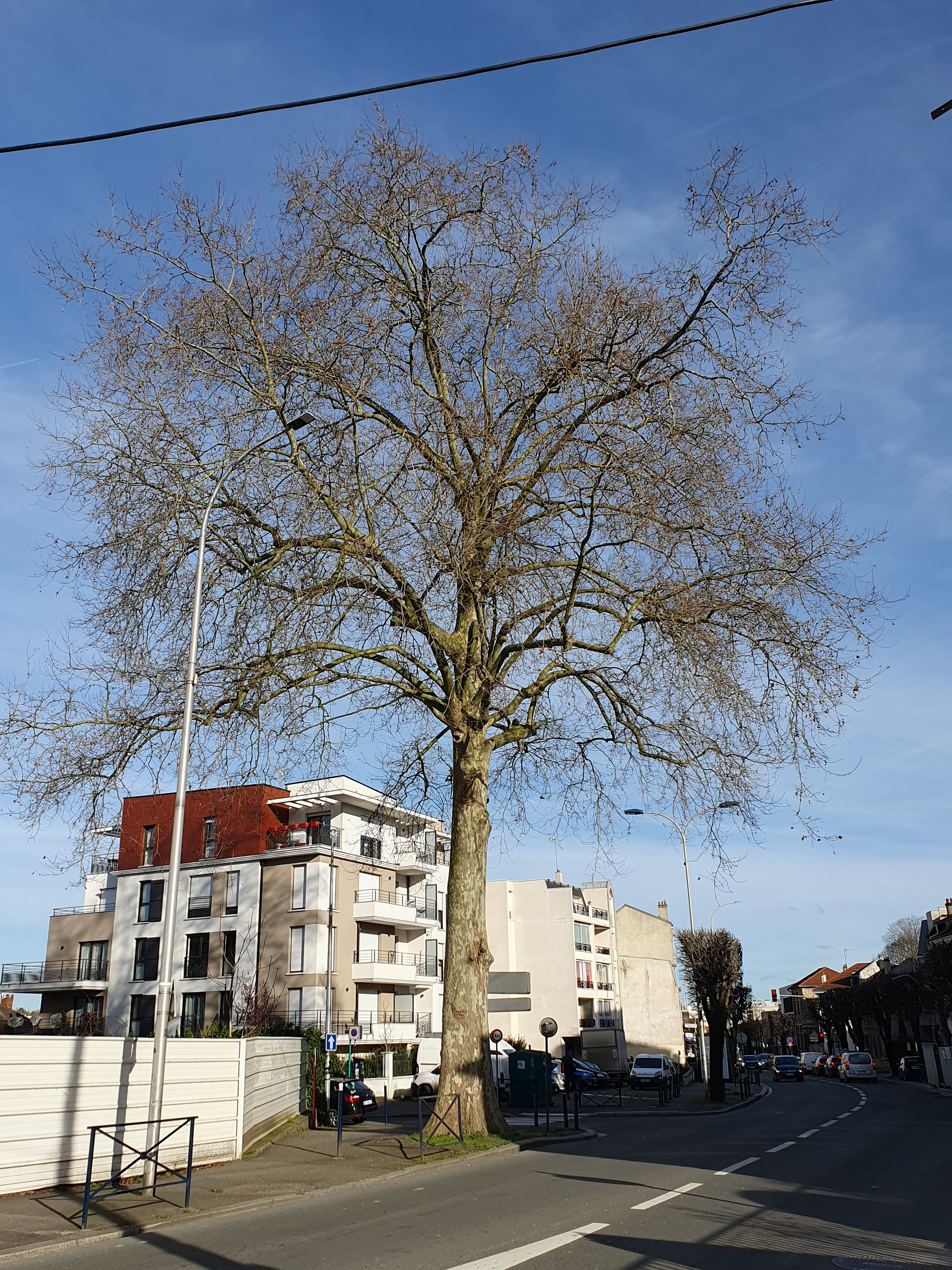

- Ancienne mairie-école, construite au milieu du XIXème siècle à l'angle de la rue de Neuilly.
- Gare de Gagny (dans le prolongement de la Grande Rue, avenue Jean-Jaurès à Gagny).

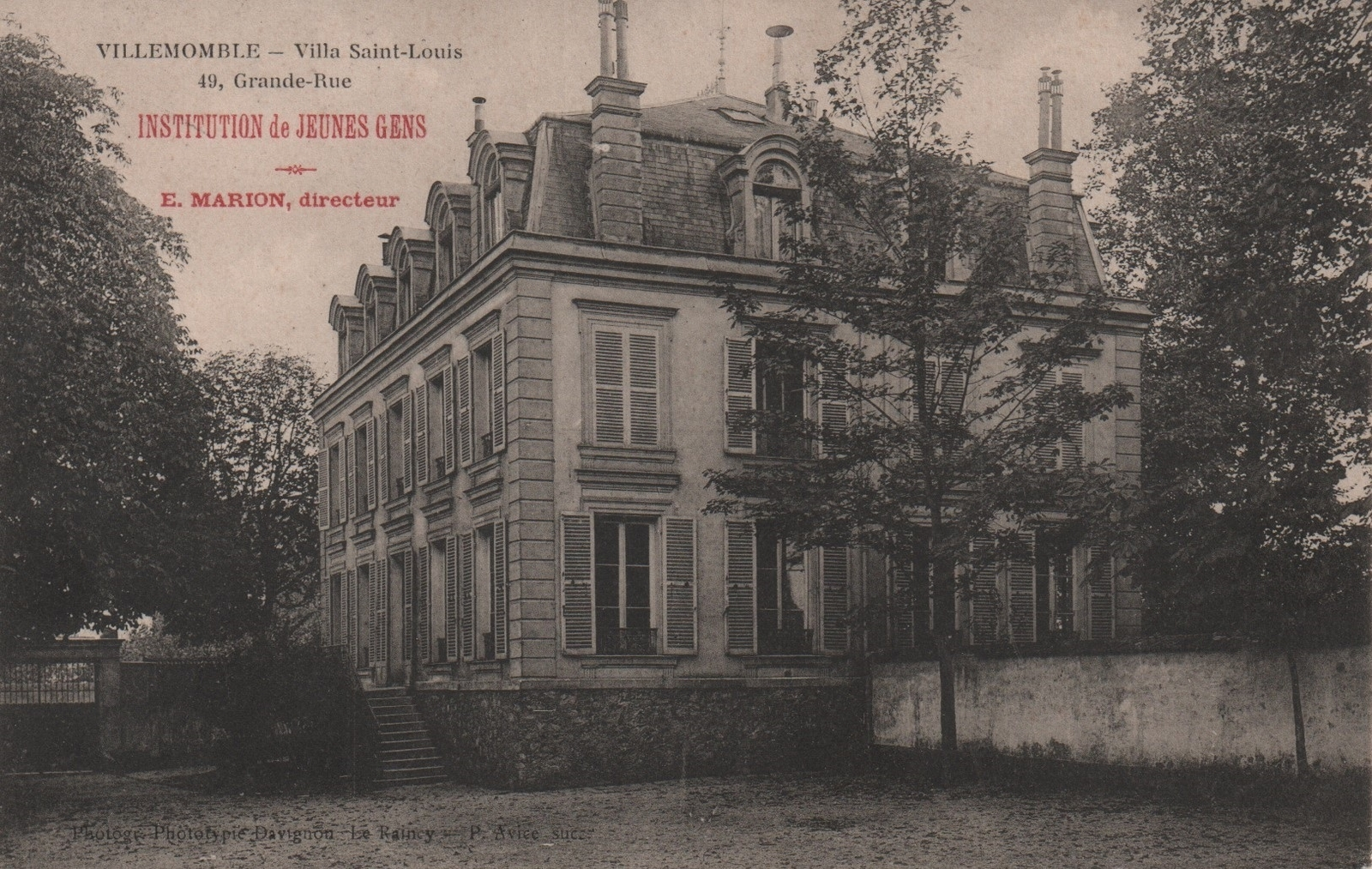
Grande-Rue, villa Saint-Louis.
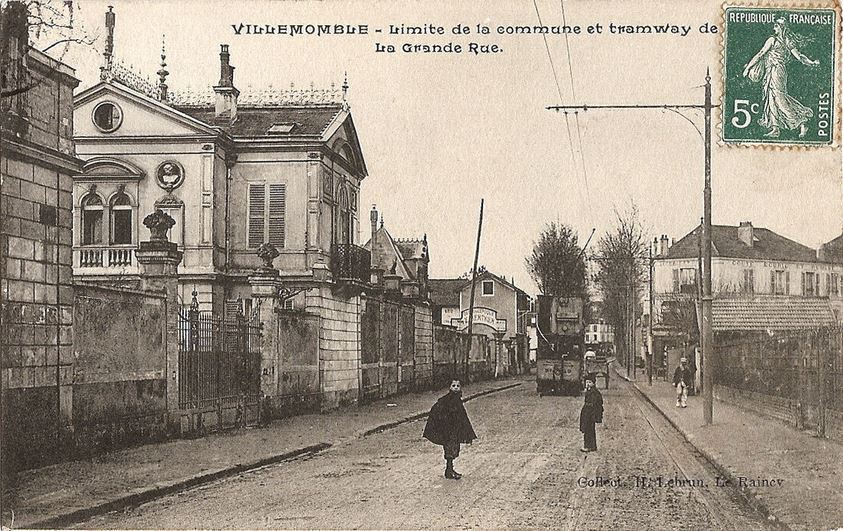
Villemomble: Grande-Rue et tramway
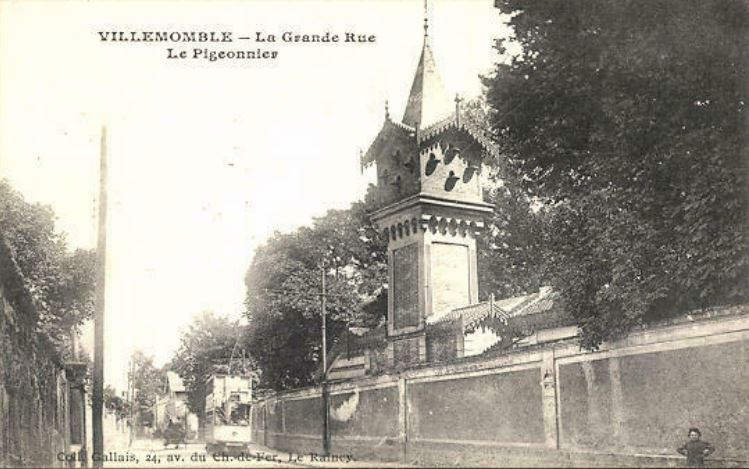
Un pigeonnier dans la Grande-Rue
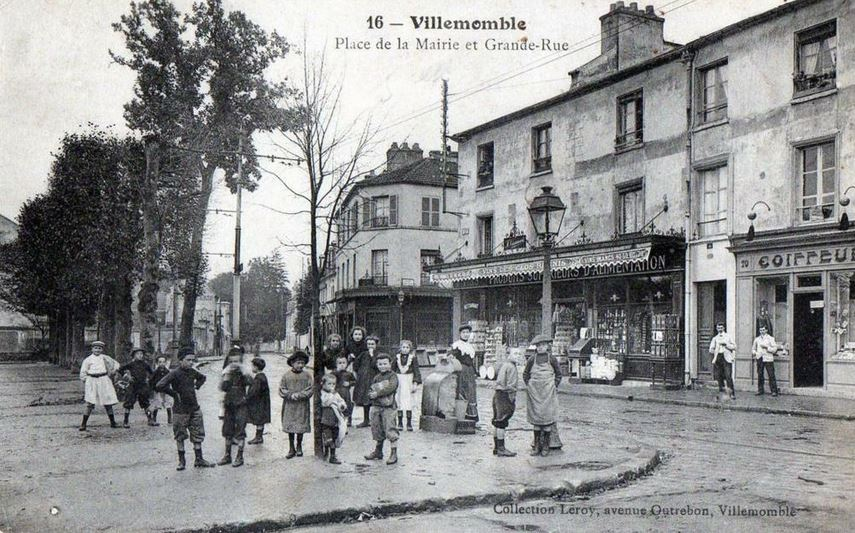
Place de la Mairie et Grande-Rue
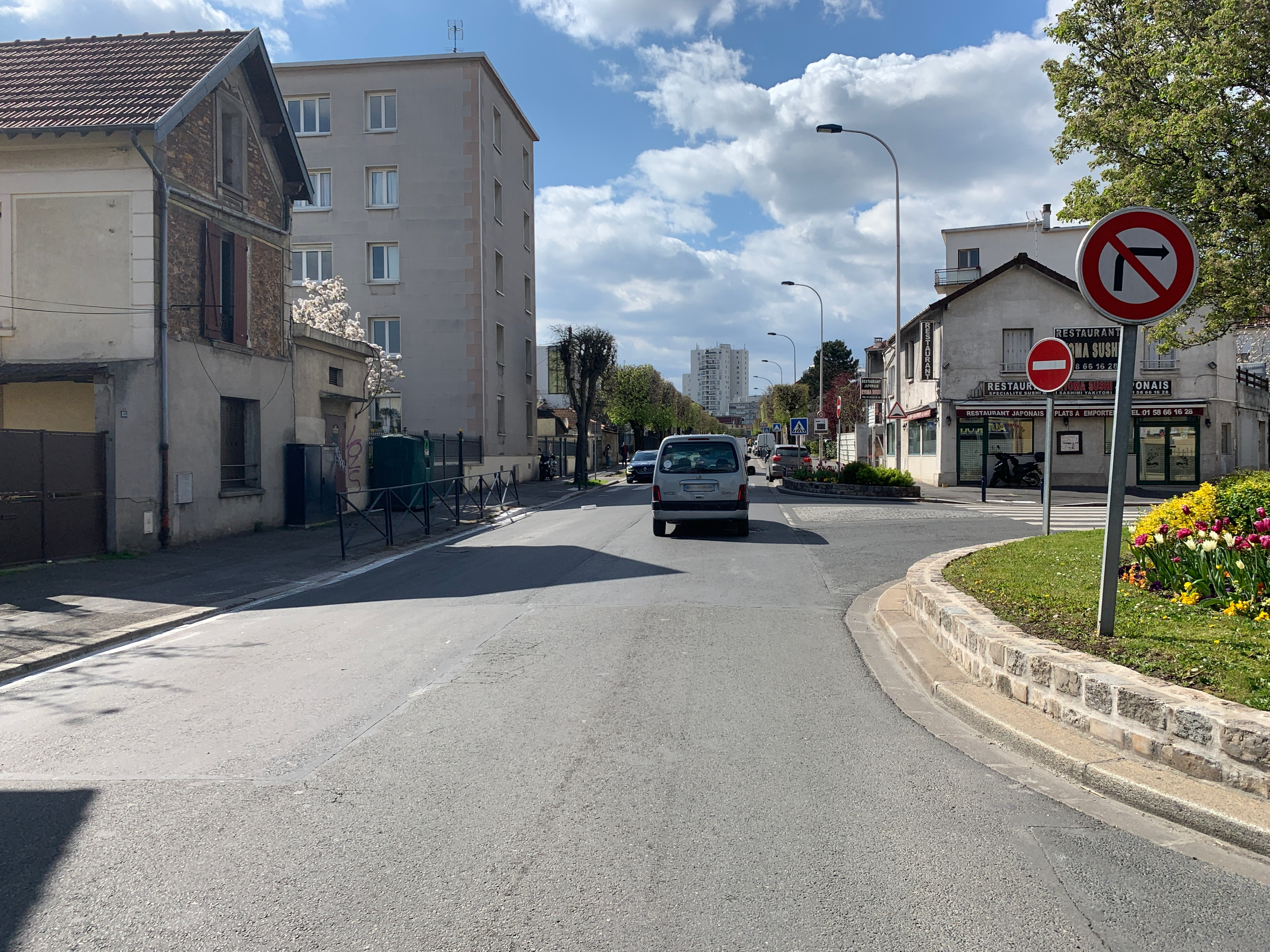
La rue en avril 2021.